# كوينتن غيرينوغ
كوينتن غيرينوغ (بالإنجليزية: Quentin Greenough)‏ هو لاعب كرة قدم أمريكية أمريكي، ولد في 13 يناير 1919، وتوفي في 1 أغسطس 2005.